# 루이스 에르난데스 (1989년생 축구 선수)
루이스 에르난데스 로드리게스(스페인어: Luis Hernández Rodríguez, 1989년 4월 14일 ~ )는 스페인의 축구 선수로, 현재 카디스 CF에서 활약하고 있다. 포지션은 센터백이다.